# Paul de Arzila
Paul de Arzila és una reserva natural portuguesa que ocupa una àrea al municipi de Coïmbra (Arzila), i municipis veïns de Condeixa-a-Nova i Montemor-o-Velho. És una reserva biogenètica amb una superfície de 150 hectàrees emmarcada en una àrea protegida de 535 hectàrees, on es van inventar 119 espècies d'ocells, 12 de mamífers, 10 de rèptils, 13 de peixos i 201 d'aranyes.

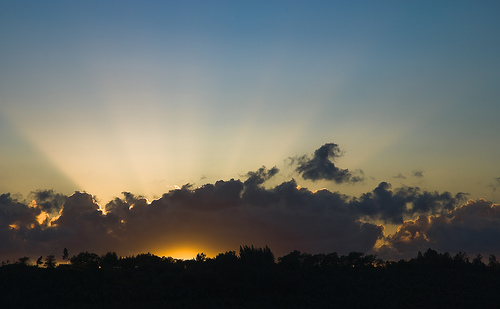